# Fluid newtonian

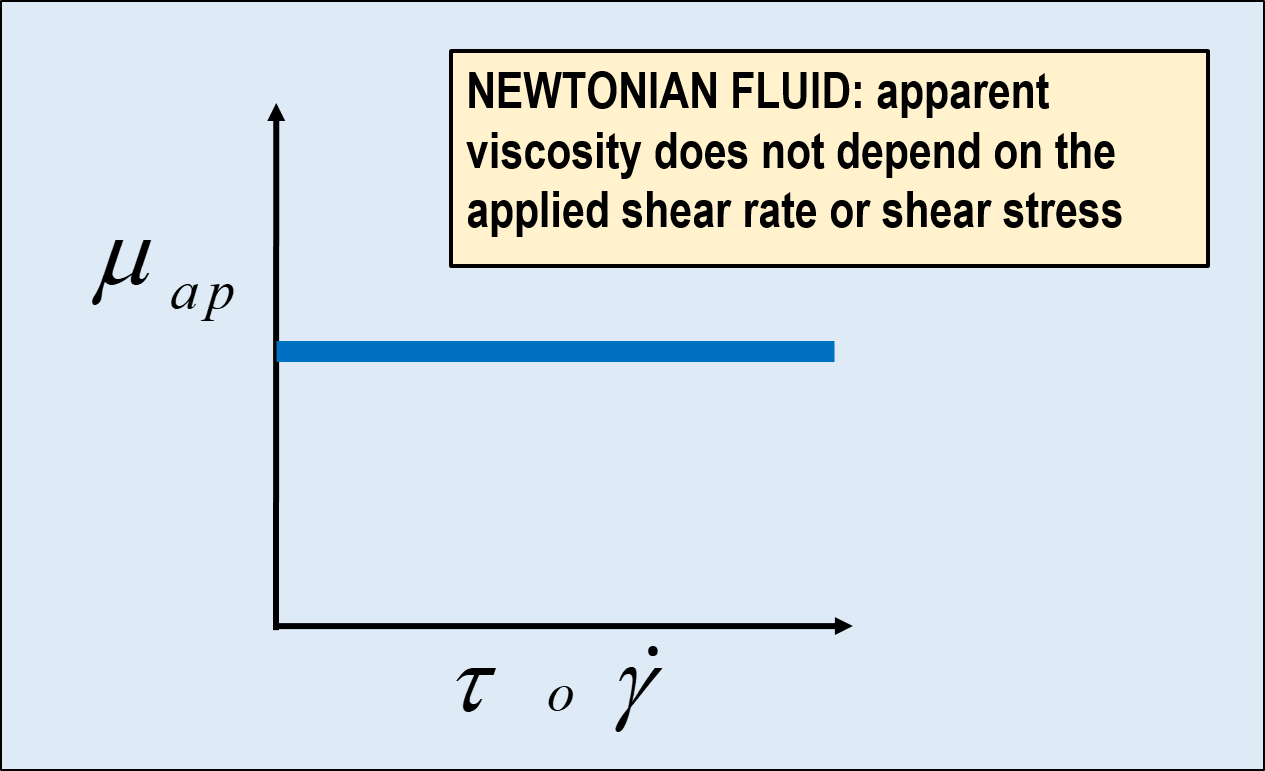
Subliniază că vâscozitatea aparentă a unui fluid newtonian este independentă de stresul de forfecare aplicat

Un fluid newtonian este un fluid care, în condiții de curgere laminară, izotermă și staționară, arată o relație direct proporțională între tensiunea tangențială (forța de frecare) și viteza de deformare (gradientul vitezei). Aceste fluide sunt denumite în onoarea lui Isaac Newton, care a fost primul care a formulat o ecuație diferențială pentru a descrie această relație între rata de deformare la forfecare și tensiunea de forfecare.
Un fluid este newtonian numai dacă tensorii care descriu tensiunea vâscoasă și viteza de deformare sunt legați printr-un tensor de vâscozitate constant care nu depinde de starea de tensiune și de viteza curgerii. Dacă fluidul este și izotrop (adică, proprietățile sale mecanice sunt aceleași în orice direcție), tensorul de vâscozitate se reduce la doi coeficienți reali, care descriu rezistența fluidului la deformare continuă prin forfecare, respectiv la compresie sau expansiune continuă.
Fluidele newtoniene sunt cele mai simple modele matematice ale fluidelor care iau în considerare vâscozitatea. Deși niciun fluid real nu se potrivește perfect definiției, multe lichide și gaze comune, cum ar fi apa și aerul, pot fi considerate a fi newtoniene pentru calcule practice în condiții obișnuite. Cu toate acestea, fluidele non-newtoniene sunt relativ comune, precum vopseaua neaderentă (care devine mai rigidă atunci când este forfecată viguros).

## Definiție
Un element al unui lichid sau gaz care curge va suporta forțe din fluidul înconjurător, inclusiv forțe de stres vâscoase care îl deformează treptat în timp. Aceste forțe pot fi aproximate matematic de ordinul întâi printr-un tensor de tensiune vâscoasă, denumit de obicei {\displaystyle \tau } (Tau).
Deformarea unui element de fluid, în raport cu o stare anterioară, poate fi aproximată la prima ordine printr-un tensor de deformație care se modifică în timp. Derivata în timp a acestui tensor este tensorul ratei de deformație, care exprimă modul în care deformarea elementului se modifică în timp; și este, de asemenea, gradientul câmpului vectorial de viteză, denumit de obicei {\displaystyle \nabla v}.
Tensorii {\displaystyle \tau } și {\displaystyle \nabla v} poate fi exprimată prin matrici 3×3, relativ la orice sistem de coordonate ales. Fluidul se numește newtonian dacă aceste matrici sunt legate prin ecuația {\displaystyle {\boldsymbol {\tau }}={\boldsymbol {\mu }}(\nabla v)} unde {\displaystyle \mu } este un tensor de ordinul patru care nu depinde de viteza sau starea de tensiune a fluidului.

## Exemple
Apa, aerul, alcoolul, glicerolul și uleiul de motor diluat sunt toate exemple de fluide newtoniene în intervalul de tensiuni și viteze de forfecare întâlnite în viața de zi cu zi. Fluidele monofazice compuse din molecule mici sunt, în general (deși nu exclusiv), newtoniene.